# Luther von Braunschweig

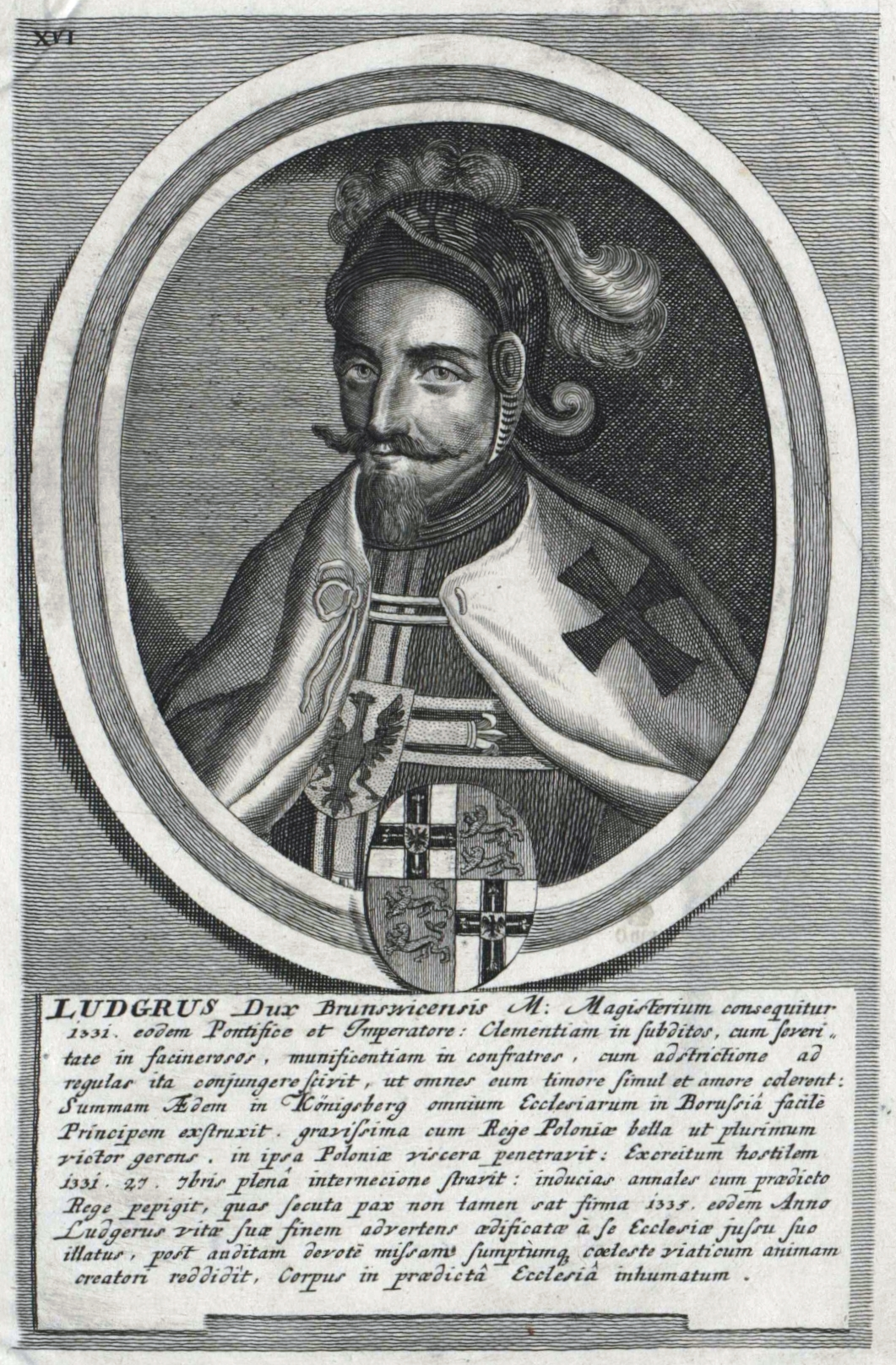
Luther von Braunschweig

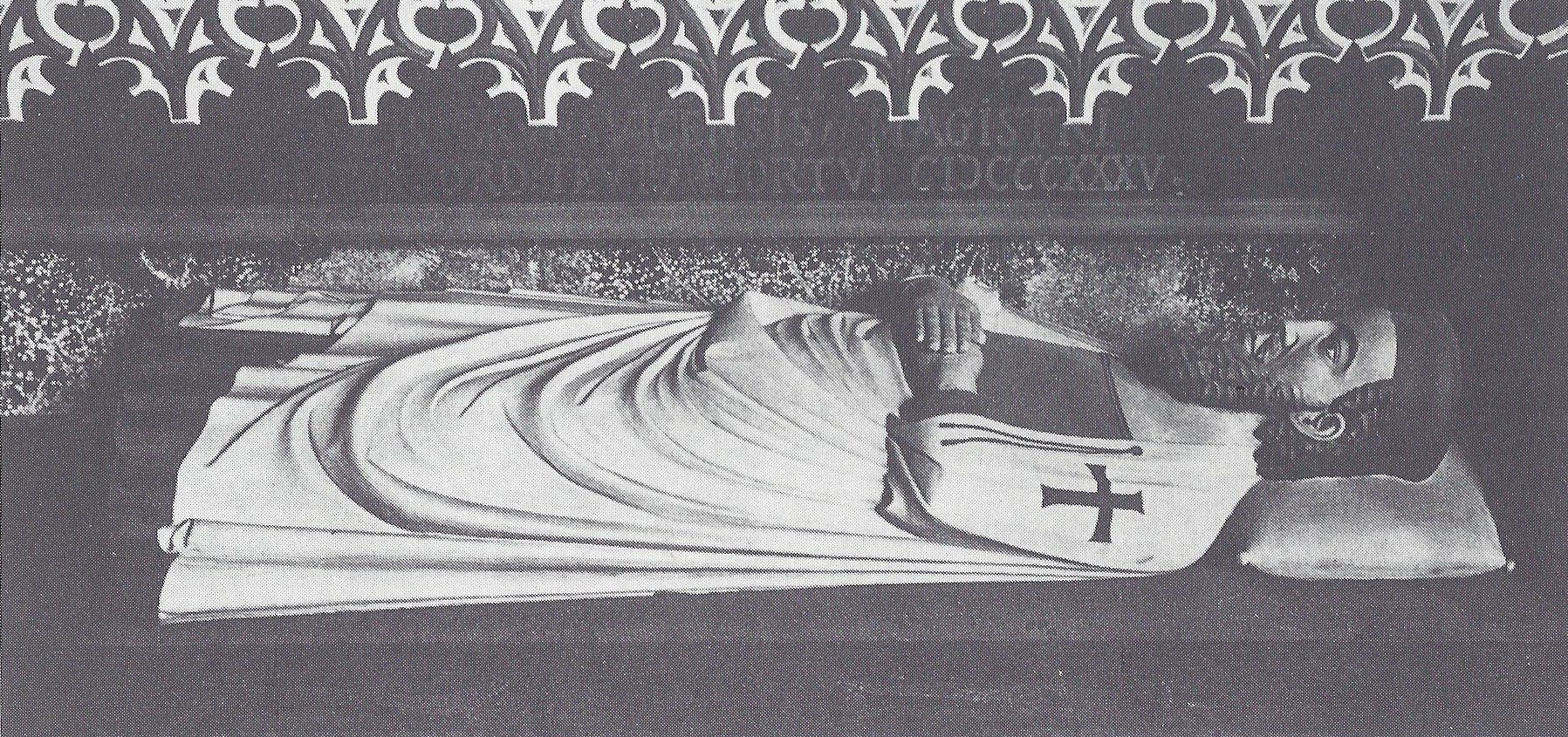
Holzfigur von Luther von Braunschweig im Königsberger Dom

Luther von Braunschweig (* um 1275; † 18. April 1335 in Stuhm), auch Luder bzw. Lothar, war von 1331 bis 1335 der 18. Hochmeister des Deutschen Ordens.

## Familie
Luther war ein Sohn Herzog Albrechts zu Braunschweig-Lüneburg und dessen zweiter Ehefrau Adelheid von Montferrat († 1285), Tochter des Markgrafen Bonifatius II. von Montferrat. Er war der jüngste Bruder von u. a. Albrecht II. von Braunschweig, auch „der Fette“ genannt und Heinrich I. von Braunschweig-Grubenhagen.

## Leben und Wirken

### Frühe Jahre in Ostpreußen

Hochmeisterwappen Luthers von Braunschweig

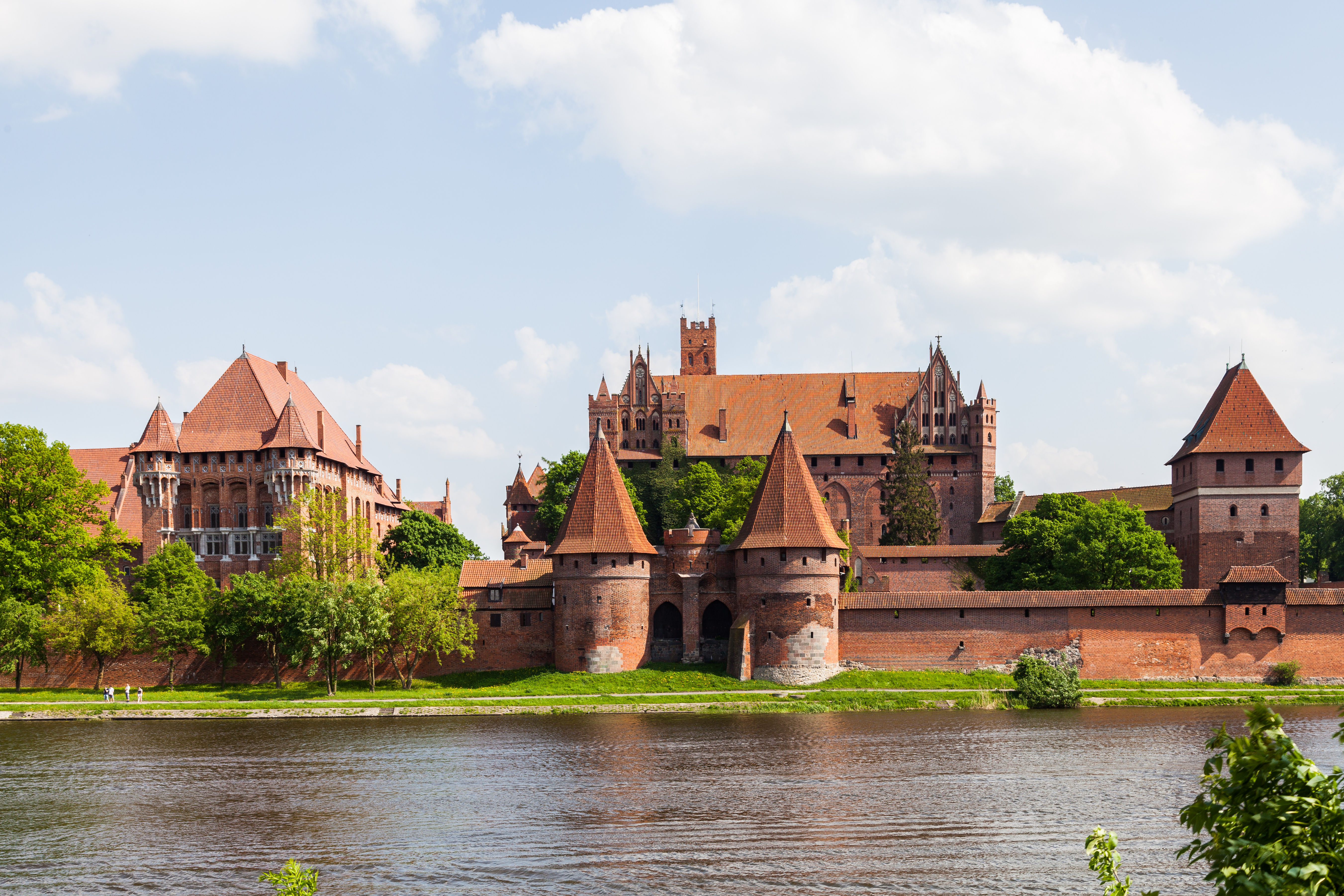
Marienburg

Luther von Braunschweig ist zum ersten Mal als Ordensritter in Ostpreußen im Jahre 1295 erwähnt und befand sich bis nachweislich 1304 im Gefolge des Landmeisters. Zwischen 1308 und 1312 war er Komtur von Gollub, damals einer der bedeutenderen Kommenden des Kulmerlandes. 1313 war Luther Hauskomtur der Marienburg und schließlich von 1314 bis 1331 oberster Trappier des Deutschen Ordens und damit gleichzeitig Komtur von Christburg, einer Komturei im Siedlungsgebiet der Preußen. Sie erstreckte sich vom Süden entlang der Ufer der Weichsel bzw. der Küste des Frischen Haffes. Luther gründete dort einige Dörfer und ordnete ältere Siedlungen neu. 1326 gründete er die Stadt Gilgenburg. Christburg, Deutsch Eylau und Saalfeld erhielten durch ihn verbesserte Handfesten. Unter ihm wurden weite Gebiete in seiner Komturei erschlossen und später zur neuen Kommende Osterode (1329) zusammengefasst. All diese Maßnahmen geschahen in engem Zusammenwirken mit den Zisterziensern.
Unter Luthers Führung wurde die Christburger Kanzlei zur am besten entwickelten unter den Deutschordenskanzleien, u. a. war sie die erste, die dazu überging, Urkunden nicht mehr – wie bis dahin üblich – in Latein, sondern nur noch in Deutsch auszustellen. Dies geschah über 20 Jahre vor der Kanzlei des Hochmeisters.

### Hochmeister des Deutschen Ordens
Luther von Braunschweig wurde am 17. Februar 1331 zum Hochmeister des Deutschen Ordens gewählt. Sein Amtsvorgänger Werner von Orseln war kurz zuvor von einem Ordensritter ermordet worden.
Als Hochmeister förderte Luther weiter die Besiedlung des Landes, unternahm selbst aber kaum Reisen. Des Weiteren förderte er die Verehrung der heiligen Barbara, deren Haupt als Reliquie im Deutschordens-Konvent Alt-Kulm verwahrt wurde.
Aufgrund Luthers Unterstützung, konnte der Königsberger Dom, der einzige Dom, der sich auf dem Territorium des Ordens befand, 1333 vollendet werden. Luther war persönlich bei der Weihe anwesend. Auch die Marienburg wurde weiter ausgebaut, so entstand z. B. die Annenkapelle, die später zur Grablege der Hochmeister wurde. Luther selbst ließ sich jedoch nicht dort, sondern im Königsberger Dom bestatten. Dort hat sich sein Grab bis zum Zweiten Weltkrieg erhalten.
Negativ geprägt war Luthers Amtszeit durch die seit 1326 andauernden militärische Auseinandersetzungen mit Polen um den Besitz Pommerellens. Nach der Schlacht von Plowce am 27. September 1331 wurde im Jahr darauf ein Waffenstillstand geschlossen. 1343 erkannte Polen Pommerellen schließlich als Besitz des Ordens an.
Obwohl Luther von Braunschweig das Hochmeisteramt erst in hohem Alter antrat, gilt er dennoch als einer der bedeutendsten Hochmeister. Insbesondere machte er sich um die weitere Erschließung und Besiedlung des Landes verdient, um die Bautätigkeit sowie auch um die Förderung von Religion und Dichtkunst.
Luther von Braunschweigs Vorliebe galt der Dichtung und der geistlichen Musik. Die geistliche Dichtung im Ordensstaat erreichte unter ihm ihren Höhepunkt. Er gab eine Daniel-Dichtung in Auftrag sowie die Übersetzung der „Chronicon Terrae Prussiae“ Peters von Dusburg durch Nikolaus von Jeroschin. Er ist auch als Dichter bekannt: Seine Dichtung über die Heilige Barbara ist allerdings verloren. Luther wird häufig auch eine deutsche Versbearbeitung des biblischen Makkabäerbuches zugeschrieben. Diese These wird jedoch von mediävistischen Germanisten bezweifelt.